# Felipe Scío de San Miguel
Felipe Scío de San Miguel, Sch. P. (Valsaín, San Ildefonso, Segovia, 28 de septiembre de 1738 - Valencia, 9 de abril de 1796) fue un escolapio español, pedagogo y traductor biblista. Nombrado obispo de Segovia, no pudo llegar a consagrarse.

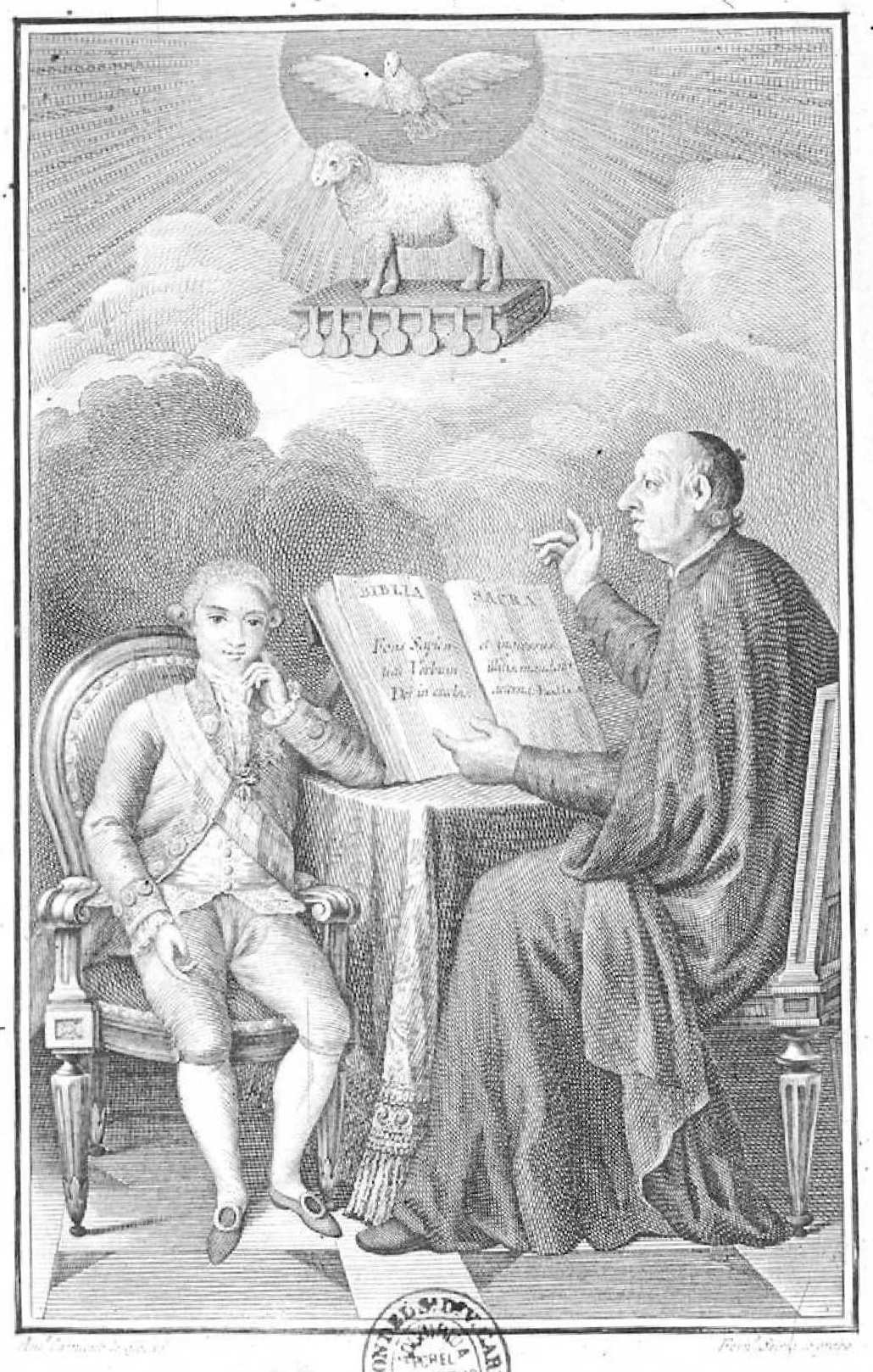
El príncipe Fernando y Felipe Scío. ilustración de La Biblia Vulgata Latina traducida en español y anotada conforme al sentido de los Santos Padres y expositores católicos por el P. Phelipe Scio de S. Miguel de las Escuelas Pías.... Madrid: en la imprenta de Benito Cano, 1794-1797. Grabado calcográfico firmado por Fernando Selma por dibujo de Antonio Carnicero. Biblioteca Nacional de España.

## Biografía
Felipe Scío de Riaza, su nombre de pila, provenía de una familia de artistas griegos (su apellido alude a la isla jónica de Quíos). Su padre, Sebastián Cristiano de Scío, nació en Copenhague y llegó a España con Isabel de Farnesio cuando ésta vino a desposarse con Felipe V; en la corte trabajó como coreógrafo o maestro de danza. Su madre, Lorenza Isabel de Riaza, fue la tercera esposa que tuvo Sebastián Cristiano de Scío. Al nacer Felipe, fue apadrinado por el mismo rey y a los catorce años ingresó en la orden de clérigos regulares fundada por el aragonés San José de Calasanz, conocida como Escuelas Pías, Escolapios o piaristas. Dos años después profesó con el nombre de Felipe de San Miguel.
Perteneció a la Provincia Escolapia de Castilla y fue ordenado sacerdote en 1761. Tras realizar sus estudios en la Universidad Complutense y ejercer la enseñanza, viajó por Italia, Alemania y Francia. En Roma amplió sus estudios teológicos; allí permaneció hasta 1768, año en que volvió a España. La Expulsión de los jesuitas impulsó la entrada de los escolapios, sus competidores, en el terreno de la educación, y a su vuelta dirigió los colegios escolapios de Madrid y Getafe y fue elegido provincial de su Orden. Siendo rector del Colegio de Getafe, acrecentó su biblioteca y plantó un jardín botánico destinado a la instrucción de los alumnos. 
Como provincial le preocupó en especial la reforma de la enseñanza y publicó el Método uniforme para las Escuelas Pías (1780), que se reseñará más abajo. Fue protegido por el infante Luis de Borbón y ese mismo año Carlos III le encargó la traducción íntegra de la Biblia a la lengua vulgar y le confió la educación de la infanta Carlota Joaquina, que fue princesa en Brasil y después reina consorte de Portugal. También fue preceptor de Fernando VII, a quien dedicó su traducción de la Biblia. Carlos IV le presentó para la sede episcopal de Segovia, y el papa Pío VI le nombró obispo de esta ciudad en el Consistorio Apostólico del 18 de diciembre de 1795. Tomó posesión en marzo por poderes, ya que por aquellos días se encontraba en Valencia muy enfermo, y a los pocos días murió en esta ciudad. Está enterrado en la cripta del Colegio de las Escuelas Pías de Valencia.

## Obras

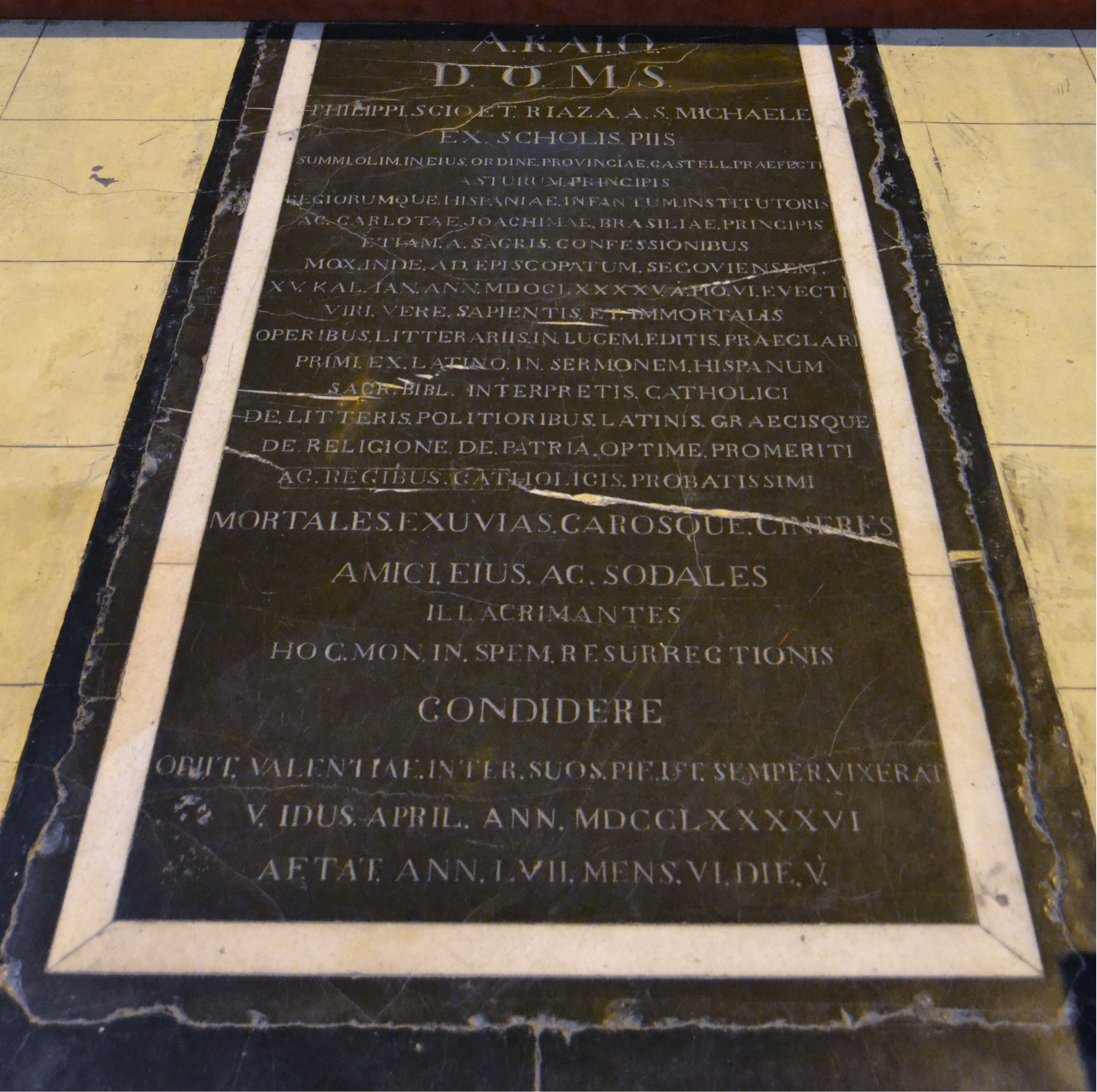
Lápida del sepulcro del obispo Felipe Scío en la Iglesia de las Escuelas Pías de Valencia.

### Método uniforme para las Escuelas Pías
El Método uniforme para las Escuelas Pías (1780) responde a dos intenciones: recoger la tradición y el buen hacer de la orden en el terreno de la enseñanza de primeras letras, y darle una formulación precisa y estable, que se concretaría en el establecimiento y la adopción de un «método sólido, fácil y uniforme». Estas intenciones responden a las preocupaciones de la Ilustración española por reformar la enseñanza manteniendo lo valioso de la tradición nacional e introduciendo mejoras conducentes sobre todo a acrecentar la eficacia en la instrucción. 
La obra se compone de un "Prólogo" en el que se explican los motivos de la elaboración de la obra y sus objetivos; una serie de ocho «Principios o máximas fundamentales» en los que debe basarse la acción de los maestros; un pequeño tratado de 19 puntos con reglas de urbanidad que lleva por título: «Breves reglas y prácticas más comunes de política, a que debe acostumbrarse un niño desde que comienza a usar de su razón, acomodadas para los jóvenes que acuden a nuestras Escuelas, las cuales se deberán leer en ellas todos los sábados»; una serie de normas para la educación piadosa: «Breves fórmulas, con que los niños podrán hacer sus preces más ordinarias, tomadas de las que la Iglesia prescribe para los Fieles, pero puestas en vulgar, para que entiendan lo que oran hasta que estén en edad de poderlas percibir en la lengua de la misma Iglesia»; un conjunto de normas sobre el contenido de la enseñanza elemental y los métodos de instrucción que se han de emplear en ella: «Método que deben observar los maestros en las Escuelas de primeras letras», dividido en varias secciones: 1) «Escuela de Cartilla», «Escuela de Deletrear», «Escuela de Leer», «Escuela de Escribir», «Breves elementos de la ortografía o recta escritura Española, acomodados a la capacidad de los niños que aprenden a escribir», «Escuela de aritmética», «Escuela de Gramática Castellana»; un apartado sobre el modo de realizar los exámenes públicos, característicos de los colegios escolapios: «Academia pública de Doctrina Christiana y modo de elegir al Príncipe de ella» y un anexo de muestras caligráficas compuesto por 15 láminas. 
Se trata, pues, de un breve, prescriptivo y enjundioso tratado de pedagogía de la enseñanza elemental en el que se dan instrucciones obligatorias para las Escuelas Pías de la provincia de Castilla, el llamado Método uniforme, cuyos objetivos, según el prólogo, se formulan así: «La piedad y religión, la urbanidad y crianza política y las letras proporcionadas a la edad de los niños y las circunstancias de cada uno». Es decir, una formación de tipo religioso y de carácter a un tiempo, intelectual y moral —la piedad—; y una formación de tipo humano, compuesta por un elemento de carácter moral —la urbanidad o crianza— y por otro de cariz intelectual —las letras. Se regula toda la conducta del alumno desde que se levanta hasta que se acuesta, en el hogar, en la sociedad y en la escuela.

### Biblia de Scío
En 1780, el rey Carlos III le encomendó la traducción de la Biblia completa al castellano junto a otro sacerdote escolapio, Benito Feliú de San Pedro. El Inquisidor General Felipe Bertrán, protector del escolapio Pedro Estala, autorizará en 1782 la traducción de las Sagradas Escrituras a lengua vernácula. En 1788 Carlos IV asumió el proyecto y decidió que se imprimiera la obra en Valencia, lo que supervisó Feliú, ya que Scío estaba entonces en Portugal. De 1790 a 1793 se imprime la Biblia traducida por el padre Scío con la colaboración del padre Feliú y un año después estaba ya agotada totalmente la primera edición en varios tomos, que era muy cara, bilingüe en latín y castellano y con láminas lujosas a color, de forma que solo estaba al alcance de gentes muy adineradas y no era accesible al pueblo.
La traducción es muy literal, a veces hasta la sequedad, por expreso deseo de ajustarse a la letra de la Vulgata. Es un monumento de erudición por las notas a pie de página, que recogen también posibles variantes de la traducción al castellano y notas de tipo espiritual. Se alude a los textos hebreos y griegos para ciertos libros del Antiguo Testamento; todo evidencia un vasto conocimiento de las Escrituras; la edición se acompaña de índices de nombres y lugares muy completos, una cronología, genealogías, introducciones a los diversos libros y otros elementos auxiliares. La segunda edición, que fue muy reimpresa, intentó responder al gran número de críticas suscitadas contra la poca sujeción a la Vulgata y la excesiva consideración de los textos hebreos en la traducción literal de la primera, y fue revisada en Madrid por un equipo de sacerdotes escolapios: Calixto Hornero, Hipólito Lereu, Luis Mínguez y Ubaldo Hornero. Esta versión es por ello todavía más literal que la anterior y se somete más estrechamente a la Vulgata, y empobrece bastante las notas de la primera, pues Scío poseía conocimientos no solo del griego y del latín, sino del hebreo y siriaco y dominaba la Patrística, la Hermenéutica y la Filología. Fue el suyo un trabajo ingente que le llevó gran parte de su vida, y como dato se puede aducir que cita unos doscientos autores y unas seiscientas obras.

### Los seis libros sobre el sacerdocio
Felipe Scío tradujo también directamente del griego, de San Juan Crisóstomo, Los seis libros sobre el sacerdocio con notas críticas y la vida de Cicerón de Plutarco, ilustrándola con notas.